# Theo de Jong
Theodorus de Jong noto come Theo de Jong (Amsterdam, 11 agosto 1947) è un allenatore di calcio ed ex calciatore olandese, di ruolo centrocampista.

## Carriera

### Club
Dopo aver militato nel Blauw-Wit e nel N.E.C. approda nel 1972 al Feyenoord, con cui vince nel 1974 sia il campionato olandese che la Coppa UEFA. Si trasferisce poi al Roda nel 1977, quindi ha un'esperienza di due anni ad Hong Kong con il Seiko, fino all'ultimo trasferimento, nel 1983 al Den Bosch, ritirandosi dopo un anno.

### Nazionale
Ha giocato 15 partite con la Nazionale olandese tra il 1972 ed il 1974, segnando 3 gol. È stato nella rosa degli Oranje che ha raggiunto la finale ai Mondiali del 1974, persa poi contro la Germania-Ovest: in questa partita è entrato al 69' al posto dell'infortunato Wim Rijsbergen. Gioca nell'ottobre dello stesso anno la sua ultima gara in Nazionale.

### Allenatore
Una volta terminata la carriera agonistica intraprende quella di allenatore, iniziando nel 1986 dal Den Bosch, da dove aveva finito da giocatore. In seguito allena molti club.

## Palmarès

### Giocatore

#### Competizioni nazionali
- Campionato olandese: 1

Feyenoord: 1973-1974

#### Competizioni internazionali
- Coppa UEFA: 1

Feyenoord: 1973-1974